# Li Jing (ginnasta)
Li Jing (李敬S; 23 febbraio 1970) è un ex ginnasta cinese.

## Palmarès

### Olimpiadi
- 3 medaglie:
  - 3 argenti (Barcellona 1992 negli anelli; Barcellona 1992 nelle parallele; Barcellona 1992 nel concorso a squadre)

### Mondiali
- 7 medaglie:
  - 2 ori (Stoccarda 1989 nelle parallele; Indianapolis 1991 nelle parallele)
  - 1 argento (Indianapolis 1991 nel concorso a squadre)
  - 4 bronzi (Stoccarda 1989 nell'All-around; Stoccarda 1989 nel cavallo con maniglie; Stoccarda 1989 nel concorso a squadre; Indianapolis 1991 nel cavallo con maniglie)